# Pierre Soulé (schip, 1943)
De Pierre Soulé was een Amerikaans stoomvrachtschip-liberty-schip van 7.191 ton. Ze werd in februari 1943 afgebouwd door Delta Shipbuilding Co, New Orleans, Louisiana. De eigenaar was Moore-McCormack SS Co, New York. Het liberty-schip was geladen met ballast. Haar thuishaven was New Orleans. Haar route ging vanaf Palermo, Sicilië naar Bizerte, Tunesië. Het schip werd vernoemd naar Pierre Soulé (Castillon-en-Couserans, Frankrijk, 31 augustus 1801 -  
New Orleans, Louisiana, U.S., 26 maart 1870). Hij was Amerikaans senator en politicus in de 19e eeuw.

## Geschiedenis
Om 19.25 uur op 23 augustus 1943 werd de Pierre Soulé met kapitein Patrick Driscoll als gezagvoerder en 122 manschappen, getroffen door een gelanceerde torpedo van kapitein-luitenant Josef Röther van de U-380, terwijl de liberty in escorte voer met drie torpedojagers en een sleepboot op ongeveer 35 km ten noordwesten van Palermo. De torpedo sloeg in aan de roerpost en hief het schip uit het water en gooide een kolom water van ongeveer 100 meter in de lucht. De explosie blies het roer weg, beschadigde de schacht en motoren, verwoestte de kwartieren van de geschutsbemanningsleden en veroorzaakte een gedeeltelijk onderwaterzetting van de machinekamer en van de compartimenten 4 en 5. De Pierre Soulé lag totaal gevaarlijk onbestuurbaar voor eventuele verdere torpedo-aanvallen, in positie 38°19' N. en 12°55' O.
Kapitein Driscoll had de machines stopgezet en de deels volgelopen ruimtes afgegrendeld, maar de acht officieren, 36 bemanningsleden, 28 kanonniers (het schip was bewapend met een 5-inch-, een 3-inch- en acht 20mm-kanonnen) en 50 passagiers (militairen) bleven aan boord van het ronddrijvende vrachtschip. De Amerikaanse sleepboot USS Nauset (AT 89) nam het schip op sleeptouw naar Bizerte, Tunesië, waar het schip de volgende dag voor anker ging. Later werd ze gerepareerd in een droogdok van Tarente, Italië en keerde terug naar New York op 19 september 1944. De Pierre Soulé had New York verlaten met het konvooi UGS-11, op 24 juni 1943 voor een reis naar Palermo.